# Панайот Антонов
Панайот Ангелов Антонов е български офицер, полковник от генералщабното ведомство, взводен и ротен командир в 41-ви пехотен полк през Първата световна война (1915 – 1918), кмет на Кюстендил (1939 – 1940).

## Биография
Панайот Антонов е роден на 8 април 1893 г. в Севлиево. През 1915 г. завършва в 35-и випуск на Военното на Негово Величество училище и на 25 август е произведен в чин подпоручик. Взема участие в Първата световна война (1915 – 1918), като първоначално е командир на взвод от 41-ви пехотен полк, за която служба със заповед № 679 по Действащата армия от 1917 г. е награден с Военен орден „За храброст“ IV степен, 2 клас. По-късно е назначен за командир на рота от същия полк, като за тази служба през 1918 г. е награден с Орден „Св. Александър“, V степен, с мечове в средата, която награда е потвърдена със заповед № 355 по Министерството на войната от 1921 г. и съгласно заповед № 464 по Министерството на войната от 1921 г. е награден с Военен орден „За храброст“ IV степен, 1 клас.. По време на войната на 30 май 1917 г. е произведен в чин поручик.
След войната, на 1 май 1920 г. е произведен в чин капитан и служи 15-и пехотен ловчански полк и Военното училище. През 1928 г. е назначен на служба в 9-и пехотен пловдивски полк, на 15 май 1930 г. е произведен в чин майор, като през същата година е назначен на служба в 21-ви пограничен участък. През 1933 г. е назначен на служба в 6-а пехотна бдинска дивизия, на 26 август 1934 г. е произведен в чин подполковник и от същата година е началник на секция в Щаба на войската. От следващата година е началник на секция в щаба на артилерията и същата година е към Пехотната инспекция. Уволнен е от служба през 1937 г.
Полковник Панайот Антонов е кмет на Кюстендил е от 23 март 1939 г. до 11 януари 1940 г. През време на управлението му се изготвя петгодишен план за развитие на Кюстендил. Изготвя се канализационен план на града, хълмът Хисарлъка се осветява, изгражда се мост на р. Банска при циганската махала, започва строежа на училище в същата махала.

## Семейство
Полковник Панайот Антонов е женен и има две деца.

## Военни звания
- Подпоручик (25 август 1915)
- Поручик (30 май 1917)
- Капитан (1 май 1920)
- Майор (15 май 1930)
- Подполковник (26 август 1934)
- Полковник

## Образование
- Военно на Негово Величество училище (до 1915 г.)
- Военна академия

## Награди
Военен орден „За храброст“ IV степен, 2 клас (1917)
- Орден „Св. Александър“, V степен, с мечове в средата (1918)
- Военен орден „За храброст“ IV степен, 1 клас (1921)[5]